# Katrin Sass

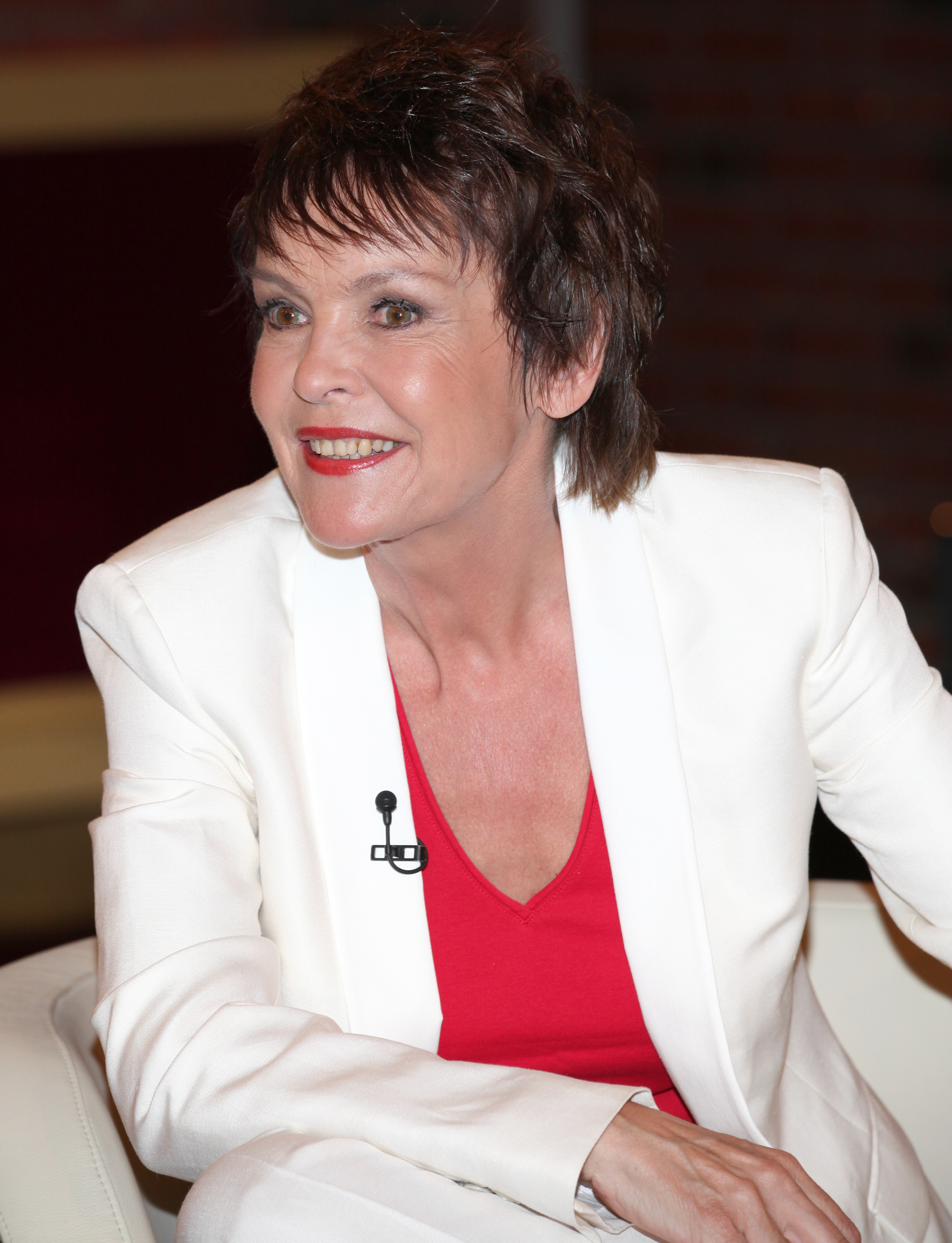
Katrin Sass in der Sendung Markus Lanz, 2012

Katrin Sass (zwischenzeitlich Saß, * 23. Oktober 1956 in Schwerin) ist eine deutsche Schauspielerin. Ihren Durchbruch hatte sie 1981 in dem DEFA-Spielfilm Bürgschaft für ein Jahr. Im wiedervereinigten Deutschland wurde sie vor allem durch ihre Rolle der depressiven Christiane Kerner in der Tragikomödie Good Bye, Lenin! (2003) und der ehemaligen Staatsanwältin Karin Lossow in der ARD-Krimireihe Der Usedom-Krimi bekannt.

## Leben

### Herkunft und Privates
Ihre Mutter ist die Schauspielerin Marga Heiden (1921–2013), die im DDR-Fernsehen durch Mundartstücke der Fritz-Reuter-Bühne Schwerin bekannt wurde. Auf Drängen ihrer Mutter lernte Katrin Sass zunächst den Beruf der Facharbeiterin für Fernsprechtechnik und war anschließend Ankleiderin an einem Theater. Der erste Bewerbungsversuch an der Berliner Schauspielschule scheiterte, der zweite in Rostock gelang.
Sass erklärte, zu DDR-Zeiten von ihrer besten Freundin seit 1987 aus Rache sowie von Freunden und Kollegen, die sich als Inoffizielle Mitarbeiter von der Stasi hatten anwerben lassen, bespitzelt worden zu sein.
Sass litt seit ihrem neunzehnten Lebensjahr und besonders nach der Wende an Alkoholsucht. Diese überwand sie 1998 und thematisierte sie 2001 öffentlich. Von 1991 bis 2007 war sie mit dem Regisseur Siegfried Kühn verheiratet. 2003 veröffentlichte Sass ihre Autobiografie Das Glück wird niemals alt. Sie lebt in Mecklenburg und Berlin-Müggelheim.

### Namensschreibweise
Sass’ Angaben zufolge habe sie ihren Nachnamen in der DDR in Saß ändern lassen müssen. Sie vermute, dass die damaligen staatlichen Autoritäten mit der Schreibweise Sass die „Nazi-Kürzel“ SA und SS assoziierten. Ihr Name wurde allerdings auch in DDR-Filmen und Serien mit Doppel-S geschrieben. Noch lange nach dem Ende der DDR trat sie unter der Schreibweise Saß auf.

### Kritik
Im Januar 2013 geriet Sass in den Fokus der Aufmerksamkeit, nachdem sie in der Talkshow Markus Lanz den Schauspieler und Moderator Peer Kusmagk aufgrund seiner Dschungelcamp-Teilnahme kritisiert und verbal heftig angegriffen hatte. Sie wurde dabei nach Auffassung von Kritikern persönlich beleidigend. Der Stern, dessen Berichterstattung Sass in derselben Talkshow ebenfalls kritisiert hatte, bezeichnete ihren Diskussionsstil als „arrogante Schulmeisterei“ und „unter der Gürtellinie“ und verglich ihr Agieren in der Talkshow mit dem seinerzeitigen Klaus Kinskis.

## Schauspielkarriere

### Theater
Ihre Theaterlaufbahn begann Anfang der 1980er Jahre am Kleist-Theater in Frankfurt (Oder), 1981 holte Peter Sodann sie nach Halle/Saale. Es folgte ein Engagement am Schauspielhaus Leipzig bis 1990. Im August 2006 spielte sie in einer Inszenierung von Bertolt Brechts Dreigroschenoper von Klaus Maria Brandauer die Rolle der Celia Peachum am Metropol-Theater Berlin.

### Film und Fernsehen

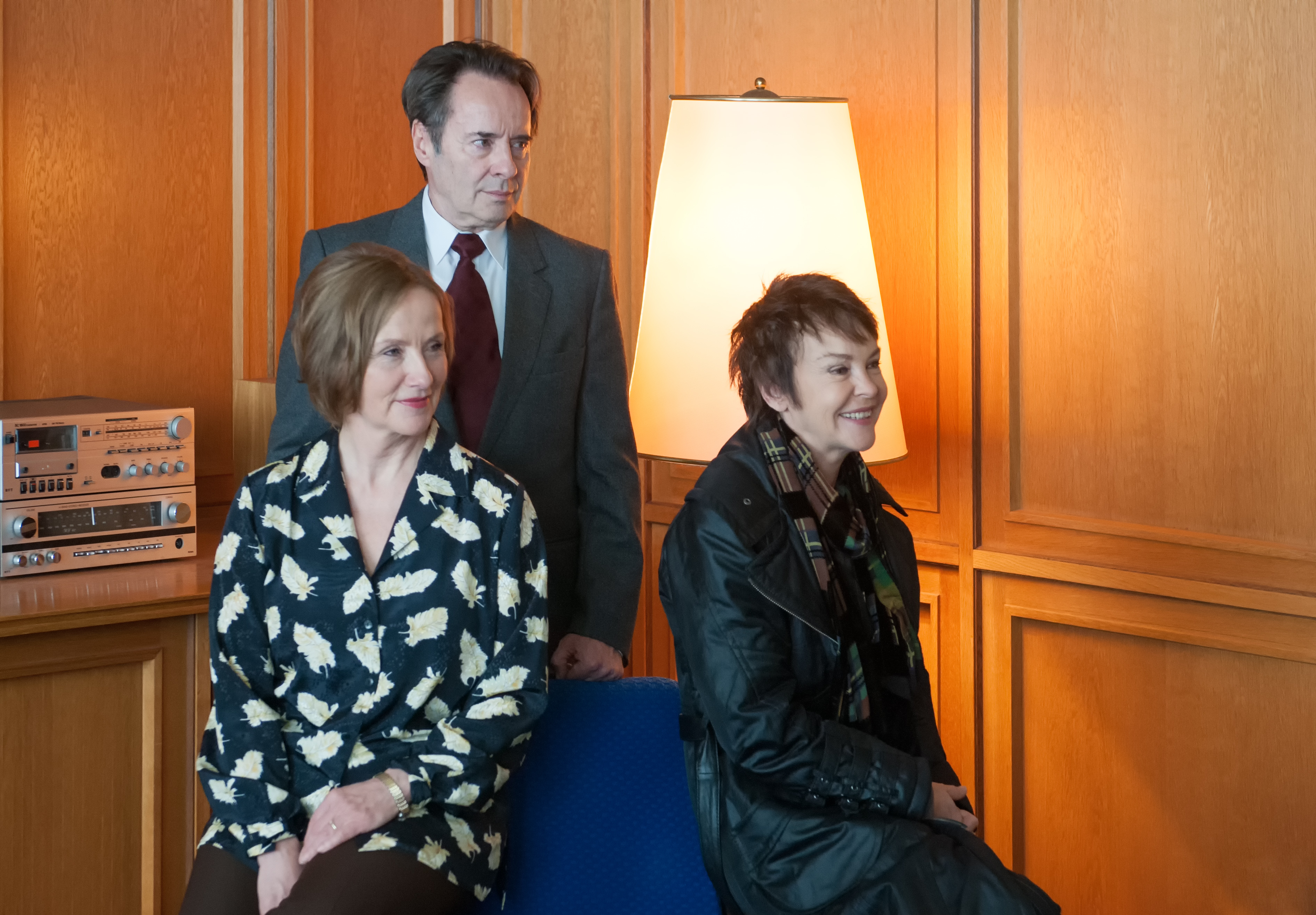
Ruth Reinecke, Uwe Kockisch und Katrin Sass als DDR-Bürger der 1980er Jahre in der ARD-Serie Weissensee, 2014

Im Jahr 1979 gab Sass mit 23 Jahren ihr Filmdebüt mit der Hauptrolle in Heiner Carows Filmdrama Bis daß der Tod euch scheidet, wo sie eine früh desillusionierte junge Ehefrau verkörperte. Für ihre Darstellung der jungen alleinerziehenden Mutter Nina Kern in dem Film Bürgschaft für ein Jahr (1981), gedreht noch während ihrer Studienzeit, erhielt sie auf der Berlinale 1982 in West-Berlin den Silbernen Bären. Sass selbst gibt an, als Reaktion auf die westdeutsche Auszeichnung bei der Berlinale, zu der sie reisen durfte, vom DDR-Regime zwei Jahre lang keine Filmrollen mehr erhalten zu haben. Ab Mitte der 1980er Jahre war sie allerdings in zahlreichen DEFA-Filmen zu sehen und wurde 1987 in der DDR zur Schauspielerin des Jahres gekürt.
Im wiedervereinigten Deutschland konnte Sass nahtlos an ihre Laufbahn in der DDR anknüpfen. Dem gesamtdeutschen Publikum wurde sie durch ihre Darstellung der Kriminalhauptkommissarin Tanja Voigt in der Fernsehreihe Polizeiruf 110 bekannt, in der sie von 1993 bis 1998 spielte. Aufgrund ihrer Alkoholsuchterkrankung wurde ihr 1998 vom ORB, der damals produzierenden Sendeanstalt, ihre Rolle als Kommissarin Voigt im Polizeiruf 110 gekündigt.
Im Juli 1998 war Sass in dem 1997 entstandenen Filmdrama Das vergessene Leben der Regisseurin Claudia Prietzel an der Seite von Inge Meysel und Florian Lukas in einer der Hauptrollen als Psychiatrie-Leiterin Dr. Roth zu sehen. Mit den Hauptrollen im Sozialdrama Heidi M. (2001) und im internationalen Publikumserfolg Good Bye, Lenin! (2003) hatte sie ihr Comeback auf der Kinoleinwand. Von 2010 bis 2015 spielte sie als Chansonsängerin und Klavierlehrerin Dunja Hausmann eine der Hauptrollen in der ARD-Fernsehserie Weissensee. 2013 veröffentlichte sie die Lieder, die sie in ihrer Rolle vorgetragen hat, unter dem Titel Königskinder als Album. Seit 2014 verkörpert sie die Hauptrolle der ehemaligen Staatsanwältin Karin Lossow in der ARD-Donnerstagskrimireihe Der Usedom-Krimi.

## Filmografie (Auswahl)

### Kino
- 1979: Bis daß der Tod euch scheidet
- 1980: Die Schmuggler von Rajgrod
- 1980: Die Verlobte
- 1981: Bürgschaft für ein Jahr
- 1985: Ab heute erwachsen
- 1985: Meine Frau Inge und meine Frau Schmidt
- 1986: Das Haus am Fluß
- 1986: Rabenvater
- 1986: Der Traum vom Elch
- 1988: Fallada – Letztes Kapitel
- 1989: Heute sterben immer nur die andern
- 1989: Zum Teufel mit Harbolla
- 1991: Jugend ohne Gott
- 1992: Inge, April und Mai
- 1998: Härtetest
- 2001: Heidi M.
- 2002: Babij Jar – Das vergessene Verbrechen
- 2003: Good Bye, Lenin!
- 2005: Warchild
- 2008: Reich mir deine Hand
- 2009: Lulu & Jimi
- 2010: Das letzte Schweigen
- 2013: Sein letztes Rennen
- 2019: Sweethearts

### Fernsehfilme
- 1981: Chirurgus Johann Paul Schroth
- 1982: Familie Rechlin (Zweiteiler)
- 1983: Nachhilfe für Vati
- 1991: Jugend ohne Gott
- 1992: Das große Fest
- 1993: Stunde der Füchse
- 1998: Das vergessene Leben
- 1998: Ein Mann stürzt ab
- 1998: Ein tödliches Wochenende
- 2000: Verhängnisvolles Glück
- 2000: Die Polizistin
- 2004: Problemzone Schwiegereltern
- 2004: Mutterseelenallein
- 2005: Meine verrückte türkische Hochzeit
- 2006: Verschleppt – Kein Weg zurück
- 2007: Heimweh nach Drüben
- 2007: Hochzeit um jeden Preis
- 2009: Die Freundin der Tochter
- 2009: Liebe verlernt man nicht
- 2010: Das letzte Schweigen
- 2011: Blond bringt nix
- 2012: Heiratsschwindler küsst man nicht
- 2017: Harrys Insel
- 2017: Das deutsche Kind

### Fernsehserien und -reihen
- 1981: Polizeiruf 110: Nerze
- 1984: Polizeiruf 110: Schwere Jahre (2. Teil)
- 1985: Der Staatsanwalt hat das Wort: Vaters Frau
- 1993: Tatort: Tod einer alten Frau
- 1993–1998: Polizeiruf 110 als Tanja Voigt (10 Folgen)
  - 1993: Blue Dream – Tod im Regen
  - 1994: Totes Gleis
  - 1994: Opfergang
  - 1995: Sieben Tage Freiheit
  - 1995: Im Netz
  - 1995: Jutta oder Die Kinder von Damutz
  - 1996: Die Gazelle
  - 1996: Kurzer Traum
  - 1997: Der Sohn der Kommissarin
  - 1998: Das Wunder von Wustermark
- 1994, 2001: Ein Fall für zwei (Folgen: Der wahre Reichtum, Tödliche Schnappschüsse)
- 1995–2000: Wolffs Revier (4 Folgen)
- 1998: Hallo, Onkel Doc! (Folge: Die wilde Clara)
- 1998: Sperling – Sperling und der brennende Arm
- 1999: Klemperer – Ein Leben in Deutschland (5 Folgen)
- 1999: Tatort: Todesangst
- 2000: Tatort: Blüten aus Werder
- 2000: Schimanski: Tödliche Liebe
- 2000: Für alle Fälle Stefanie (Folge: Das Maß ist voll)
- 2002: Tatort: Rückspiel
- 2003: Tatort: Bienzle und der Taximord
- 2004: Tatort: Feuertaufe
- 2004–2010: Der Alte (5 Folgen)
- 2004: Bella Block: Die Freiheit der Wölfe
- 2005: Bloch: Ein krankes Herz
- 2005, 2008: Siska (Folgen: Verlorener Sohn, Seele im Nebel)
- 2006: Unter anderen Umständen
- 2007: Mitten im Leben (9 Folgen)
- 2007, 2013: Der Kriminalist (Folgen: Ein ideales Opfer, Der Sobottka-Clan)
- 2008: Donna Leon – Die dunkle Stunde der Serenissima
- 2008: Tatort: Tod einer Heuschrecke
- 2008: Dell & Richthoven (4 Folgen)
- 2010: KDD – Kriminaldauerdienst (Folge: Familie)
- 2010: Der Doc und die Hexe (2 Folgen)
- 2010–2015: Weissensee (18 Folgen)
- seit 2014: Der Usedom-Krimi → siehe Episodenliste
- 2015: Block B – Unter Arrest (10 Folgen)
- 2018: Dogs of Berlin (8 Folgen)

### Fernsehauftritte (Auswahl)
- 2005: alfredissimo! (25. Februar)
- 2010: Zimmer frei! (26. September)
- 2011: NDR Talk Show (11. Februar)
- 2012: Markus Lanz (29. Mai)
- 2013: Markus Lanz (29. Januar, 19. Juni)
- 2013: Krömer – Late Night Show (31. August)
- 2014: Markus Lanz (28. Oktober)
- 2014: DAS! (29. Oktober)
- 2014: Das ist Spitze! (18. Dezember)
- 2017: Inas Nacht (4. November)
- 2017: NDR Talk Show (17. November)
- 2020: NDR Talk Show (Mai)
- 2023: DAS! (19. November)

### Sonstiges
- 2011: die Hauptfigur im Video zu Wir sind am Leben von Rosenstolz

## Musik
- 2013: Königskinder. Lieder aus der Fernsehserie Weissensee (CD)
- 2023: Am Wasser. (Album)

## Auszeichnungen
- 1982: Silberner Bär auf der Berlinale 1982 für ihre Darstellung in Bürgschaft für ein Jahr
- 1999: Deutscher Fernsehpreis – Beste Schauspielerin Nebenrolle für Ein Mann stürzt ab und Sperling und der brennende Arm
- 2001: Deutscher Filmpreis – Beste Hauptdarstellerin für Heidi M.
- 2001: Preis der deutschen Filmkritik für Heidi M.
- 2003: Goldene Leinwand – Ehrennadel als Hauptdarstellerin von Good Bye, Lenin!
- 2003: Bambi
- 2004: Jupiter für Good Bye, Lenin!
- 2005: Berlinale Kamera auf der Berlinale 2005
- 2010: Paula-Preis des Progress Film-Verleih für ihre Verdienste um den deutschen Film
- 2011: Goldener Ochse beim Filmkunstfest Mecklenburg-Vorpommern
- 2011: Deutscher Fernsehpreis Beste Serie für Weissensee, stellvertretend für das Schauspielensemble
- 2015: Europäischer Kulturpreis für Schauspielkunst

## Autobiografie
- Katrin Saß: Das Glück wird niemals alt. Ullstein, München 2003, ISBN 3-550-07580-4.